# Championnat de Maurice de football 2001
Navigation
Saison précédente Saison suivante
La saison 2001 de Barclays League est la cinquante-huitième édition de la première division mauricienne. Les onze meilleures équipes du pays s'affrontent en matchs simple au sein d'une poule unique. À la fin du championnat, le dernier du classement est relégué et remplacé par la meilleure équipe de deuxième division. 
Il s'agit de la première saison après la disparition d'anciens clubs pour de nouveaux clubs à cause de tensions religieuses et ethniques. L'an 2000 marque un renouveau dans le football mauricien. 
C'est le club de l'Olympique de Moka qui a été sacré champion de Maurice pour la première fois de son histoire. Le club de Moka termine en tête du classement final du championnat, avec treize points d'avance sur un duo AS Port-Louis 2000 et US Beau-Bassin/Rose Hill.

L'Olympique de Moka se qualifie pour la Ligue des champions de la CAF 2002.

## Les équipes participantes
| - Olympique de Moka - AS Port-Louis 2000 - Promu de D2 - Faucon Flacq SC - US Beau-Bassin/Rose Hill - AS Quatre Bornes - Grand Port United Mahébourg FC | - Curepipe Starlight SC - AS Rivière du Rempart - Maurice Espoir (les moins de 21 ans) - Pamplemousses SC - Black River FC |

## Classement
Le classement est établi sur le barème de points classique (victoire à 3 points, match nul à 1, défaite à 0).
| Rang | Équipe                      | Pts | J  | G  | N | P  | Bp | Bc | Diff |
| ---- | --------------------------- | --- | -- | -- | - | -- | -- | -- | ---- |
| 1    | Olympique de Moka           | 57  | 20 | 19 | 0 | 1  | 81 | 11 | +70  |
| 2    | AS Port-Louis 2000 (P)      | 44  | 20 | 14 | 2 | 4  | 56 | 20 | +36  |
| 3    | US Beau-Bassin/Rose Hill    | 44  | 20 | 14 | 2 | 4  | 37 | 21 | +16  |
| 4    | Faucon Flacq United         | 33  | 20 | 10 | 3 | 7  | 41 | 29 | +12  |
| 5    | Pamplemousses SC            | 30  | 20 | 9  | 3 | 8  | 45 | 38 | +7   |
| 6    | AS Quatre-Bornes            | 21  | 20 | 5  | 6 | 9  | 29 | 40 | -11  |
| 7    | Grand Port United Mahébourg | 21  | 20 | 6  | 3 | 11 | 21 | 45 | -24  |
| 8    | Curepipe Starlight SC       | 18  | 20 | 4  | 6 | 10 | 30 | 34 | -4   |
| 9    | AS Rivière du Rempart       | 16  | 20 | 4  | 4 | 12 | 17 | 68 | -51  |
| 10   | Black River FC              | 15  | 20 | 4  | 3 | 13 | 24 | 54 | -30  |
| 11   | Maurice Espoir(1)           | 13  | 20 | 3  | 4 | 13 | 13 | 34 | -21  |

| Légende : Qualifications et relégations | Légende : Qualifications et relégations                                        |
| --------------------------------------- | ------------------------------------------------------------------------------ |
|                                         | Qualification pour la Ligue des champions de la CAF 2002                       |
|                                         | Qualification pour la Coupe d'Afrique des vainqueurs de coupe de football 2002 |
|                                         | Relégué en deuxième division                                                   |
|                                         | (P) : Promu de deuxième division                                               |

(1) Maurice Espoir est conservé malgré sa dernière place, au détriment du Black River FC. Il s'agit d'un club d'espoirs.

## Bilan de la saison
| Championnat de Maurice de football 2001                  |                               |
| Champion                                                 | Olympique de Moka (1er titre) |
| Coupes et trophées                                       |                               |
| Vainqueur de la Coupe de Maurice 2001                    | Non disputée                  |
| Qualifications continentales                             |                               |
| Ligue des champions de la CAF 2002                       | Olympique de Moka             |
| Coupe d'Afrique des vainqueurs de coupe de football 2002 | US Beau-Bassin/Rose Hill      |
| Promotions et relégations                                |                               |
| Promus en Barclays League                                | AS de Vacoas-Phoenix          |
| Promus en Barclays League                                | Savanne SC                    |
| Relégués en First League                                 | Black River FC                |